# Cara e Coração
Cara E Coração é o segundo disco da carreira solo do cantor Moraes Moreira lançado em 1976 pela gravadora Som Livre logo depois da saída do grupo Novos Baianos. Nesta nova fase do cantor ele está mais ligado com as coisas da Bahia, sua terra natal e com o trio elétrico. Neste disco o grande sucesso que popularizou sua carreira foi Pombo Correio (Double Morse) lançada como instrumental pelo Trio Elétrico Dodô & Osmar e letrada por Moraes no mesmo ano, Pombo Correio (Double Morse) era um tema de abertura do Jornal Hoje exibido pela TV Globo entre 1978 á 1986. Outras canções que podemos destacar são Davilicença, uma homenagem para seu filho Davi Moraes e Hino Nordestino onde futuramente foi gravado também pelo cantor Zé Ramalho. O disco tem diversas referências brasileiras e internacionais, como no caso de Yougue De Ouvido no qual há uma homenagem tanto a Beatles quanto à dupla Roberto & Erasmo quando Moraes canta "She loves you iê, iê, iê". "Samba da Bahia de Todos os Santos" é uma homenagem a sua cidade que o cantor tanto ama e "Hino Nordestino", do mesmo disco, revelam sua faceta regionalista." "O músico reforça sua parceria com Armandinho, e mostra sua verve erudita quando regrava "Às 3 da Manhã", de Herivelto Martins. A canção Acordei foi gravada dois anos depois pela cantora Zizi Possi.

## Faixas
Todas as faixas escritas e compostas por Moraes Moreira, exceto onde estiver indicado. 
| N.º | Título                             | Compositor(es)                  | Duração |  |
| 1.  | "O Que É...O Que É"                |                                 | 2:16    |  |
| 2.  | "Pombo Correio" (Double Morse)     | Dodô / Osmar / Moraes Moreira   | 2:41    |  |
| 3.  | "Yogue de Ouvido"                  | Armandinho / Moraes Moreira     | 3:51    |  |
| 4.  | "Às 3 da Manhã"                    | Herivelto Martins               | 3:46    |  |
| 5.  | "Samba da Baia de Todos os Santos" | Moraes Moreira / Rogério Duarte | 4:39    |  |
| 6.  | "Hino Nordestino"                  |                                 | 3:37    |  |
| 7.  | "Meiufiu"                          | Moraes Moreira / Chacal         | 3:00    |  |
| 8.  | "Davilicença"                      | Armandinho / Moraes Moreira     | 3:05    |  |
| 9.  | "Acordei"                          |                                 | 3:14    |  |
| 10. | "Cara E Coração"                   |                                 | 3:47    |  |